# Huérmeces del Cerro
Huérmeces del Cerro là một đô thị trong tỉnh Guadalajara, Castile-La Mancha, nước Tây Ban Nha. Theo điều tra dân số 2004 (INE), đô thị này có dân số là 53 người.